# Marion Michael
Marion Michael (de son vrai nom Marion Ilonka Michaela Delonge, née le 17 octobre 1940 à Königsberg,, décédée le 13 octobre 2007 à Gartz) est une actrice allemande au théâtre et au cinéma.

## Biographie

### Star du cinéma de 1956 à 1963
Avec sa mère et son frère Michel, Marion dut fuir la province de Prusse-Orientale pendant la Seconde Guerre mondiale pour se réfugier sur l'île de Hiddensee ; elle s'installa par la suite à Berlin où elle fut élève en Realschule. En 1955, à l'âge de 15 ans, elle répondit à une annonce que la société cinématographique berlinoise Arca-Filmproduktion avait fait paraître dans la presse : il s'agissait de jouer le rôle principal dans le film Liane la sauvageonne aux côtés de Hardy Krüger ; c'est elle à qui le producteur Gero Wecker le donna, contre plus de 12 000 concurrentes, dit-on. La première eut lieu le 4 octobre 1956 et elle devint célèbre d'un jour à l'autre. Pour cette prestation elle reçut 1300 DM. Dans le film, elle joue le rôle d'une fille élevée en Afrique par des sauvages et ramenée dans le monde civilisé ; ce fut un grand succès, et la légèreté de son costume (topless et pagne) ainsi que la publicité involontaire de l'Église catholique qui tonna contre la « décadence des mœurs » n'y furent pas pour peu de chose. Elle fut considérée comme la première jeune « star nue » et la première « beauté nue portée à l'écran » dans l'Allemagne d'après-guerre. Hardy Krüger, qui jouait aux côtés de Marion Michael, a plus tard parlé de ce film comme du « plus mauvais qu'il ait tourné ». Cela ne nuisit pas pour autant à la carrière de la jeune actrice débutante. Gero Wecker conclut avec elle un contrat par lequel elle s'engageait à ne travailler que pour lui pendant sept ans. Cette restriction ne s'étendait pas toutefois au théâtre ni aux apparitions à la télévision.
Après avoir commencé entre-temps à suivre des cours d'art dramatique, elle joua son deuxième grand rôle aux côtés de Hans Albers et de Harald Juhnke dans Les Fredaines du capitaine (de) (1957). La même année vit une suite de Liane la sauvageonne sous le titre de Liane l'esclave blanche ; en 1958 elle joua aux côtés de Christian Wolff dans Es war die erste Liebe. Les années 1958 et 59 virent pour Marion Michael l'apogée de sa popularité, la presse parlait parfois d'elle comme  de la « Brigitte Bardot allemande ». Pendant l'été 1959, au cours du tournage du film policier Bomben auf Monte Carlo avec Eddie Constantine et Victor de Kowa, elle fut grièvement blessée dans un accident de voiture dans le Sud de la Provence, et il lui en resta une cicatrice sur le visage. La presse annonçait déjà la fin de sa carrière. Une fois guérie des blessures de l'accident, elle eut une brève liaison avec Gero Wecker puis épousa un étudiant en sport, mais le couple se défit au bout de trois ans. 
À partir de 1960 Marion Michael fut engagée au théâtre municipal de Cologne, en 1962 et 1963 on la vit dans plusieurs productions à la télévision. Wecker l'employa encore dans quelques films, notamment dans Jack und Jenny (tourné en 1962, présenté en 1963), où elle jouait aux côtés de Senta Berger et Ivan Desny.

### De 1963 à 1979
Après l'expiration de son contrat de 7 ans avec Gero Wecker (1963) les offres de tournage cessèrent, et Marion Michael se tourna vers le théâtre. En 1963 elle résilia son engagement à Cologne où on ne lui proposait pas de grands rôles. Cependant, elle participa jusqu'à 1975 à des tournées d'acteurs régulières à Hambourg, à Munich et à Berlin, ce qui lui permit de jouer sur des scènes très connues comme le Thalia-Theater, le Theater am Kurfürstendamm et le Renaissance Theater. En 1970 elle fonda à Berlin-Kreuzberg un théâtre expérimental en forme de communauté mais l'abandonna lui aussi au bout d'environ un an. En 1970 elle mit au monde un fils à la suite d'une courte relation avec un Américain, régisseur à l'émetteur militaire AFN.
Au cours des années 1970, elle tenta un come-back avec plusieurs télé-films. Elle fut brièvement présentatrice pour le programme Emm wie Meikel (1975) réservé aux enfants mais elle dut l'abandonner après la cinquième séquence, victime d'un trac sur scène insurmontable. Elle cessa alors de se produire en public, devint gravement dépressive et fit en 1975 une tentative de suicide. En 1976 elle se chercha un nouveau terrain d'activité professionnelle et se tourna vers le petit commerce. En 1978 elle fit la connaissance de Marcel Werner (1952-1986 ; il devait tomber dans l'alcoolisme chronique et se suicider) ; il était le fils d'Elfriede Rückert et de Hanns Lothar, adopté par la suite par Carlos Werner. Leur relation échoua au bout d'un an.

### Installation en RDA
En 1979 Marion Michael s'installa avec son fils en RDA, convaincue que là-bas les gens s'entendaient mieux les uns avec les autres qu'à l'Ouest. Pendant douze ans, elle travailla à Berlin-Est comme assistante de synchronisation à la télévision est-allemande. En 1983, elle épousa son deuxième mari, chef de division au Ministère pour le verre et la céramique. En 1987 son fils, âgé alors de 17 ans, se réfugia en Allemagne de l'Ouest en passant par la Hongrie. Sa mère et lui se revirent pendant la nuit de la chute du Mur le 9 novembre 1989. 
Au milieu des années 1990, elle passa une nouvelle fois devant la caméra. Le réalisateur Lothar Lambert la fit jouer dans In Haßliebe, Lola (1995) et en 1997 elle reçut de nouveau un petit rôle dans Blond bis aufs Blut de Lambert. En 1996 fut créée sur un scénario de Horst Königstein et de Frank Gaede la comédie musicale Liane, une production télévisée à laquelle elle participait ; le thème en était la vie de Marion Michael un peu trop présentée comme un conte de fées. Cette production fut nommée pour le Grimme-Preis et le prix Europa 1997. En 1996 la NDR produisit sous le titre Das Mädchen Liane un document télévisé sur sa vie. 
Finalement elle alla vivre avec son mari dans une ferme de l'Uckermark, près de la frontière polonaise. Elle mourut d'une défaillance cardiaque quelques jours avant son 67e anniversaire.

## Films
- 1956 : Liane la sauvageonne
- 1957 : Les Fredaines du capitaine (de)
- 1957 : Liane, l'esclave blanche
- 1958 : Es war die erste Liebe
- 1960 : Une nuit à Monte-Carlo
- 1960 : Schlußakkord (Titre alternatif : Festival)
- 1961 : Elles pensent toutes à ça ! (de)
- 1963 : Jack und Jenny
- 1977 : Puppe kaputt
- 1997 : Blond bis aufs Blut

## Productions télévisées
- 1961 : Meine beste Freundin
- 1961 : Das Gänsemädchen von St. Cœur
- 1962 : Patsy
- 1963 : Der Parasit
- 1965 : Mit Familienanschluß (2 parties, d'après le roman du même nom de Willy Grüb)
- 1971 : Teresa
- 1975 : Emm wie Meikel (Série pour enfants, 5 séquences)
- 1975 : Emm wie Meikel (Série pour enfants, 5 séquences)
- 1994 : In Haßliebe Lola
- 1996 : Liane (Musique: Paul Vincent Gunia)
- 1996 : Das Mädchen Liane (Film documentaire de Torsten Schulz)
- 2005 : Filmlegenden. (Interview)